# Nget
nget permet de télécharger des fichiers sur les réseaux usenet, utilisant le protocole NNTP, en ligne de commande. 
Il fonctionne sur Linux, FreeBSD, OS X, et Windows via Cygwin et MinGW, c'est un logiciel libre distribué selon les termes de la licence GNU GPL.